# Agustín del Castillo
Agustín del Castillo (* 1565 in Sevilla; † 1626 in Córdoba) war ein spanischer Maler des Barocks.
Del Castillo erlernte das Malen in Sevilla bei Luis Fernández, zog dann nach Córdoba und malte überwiegend Fresken und Ölbilder für kirchliche Gebäude der Gegend. Die meisten seiner Bilder haben nicht bis in die heutige Zeit überlebt. Sein Bruder war der Maler Juan del Castillo. Sein Sohn Antonio machte sich ebenfalls als Künstler einen Namen.